# 荒井盛従
荒井 盛従（あらい もりより）は、江戸時代の武士。仙台藩重臣。

## 生涯
享保8年（1723年）、仙台藩士・今田定通の二男として生まれる。幼名は彦五郎。跡取りのいなかった荒井盛武の婿養子に迎えられ、荒井氏を継ぐ。
荒井氏は会津の戦国大名蘆名氏の庶流で、蘆名盛詮の四男・盛信が大沼郡荒井（現：会津美里町荒井）に拠って荒井氏を称し、天正17年（1589年）に蘆名氏が摺上原の戦いに敗れて滅亡した際に、荒井盛次（万五郎）が伊達政宗に降伏し臣従した。盛従の入った家は寛永年間に分かれた分家で、盛従の代には宮城郡朴沢に居館を置き、500石を知行していた。
延享4年（1747年）9月、世子・伊達重村付となり、宝暦6年（1756年）に重村が家督を相続して第7代藩主となると、近習から目付・町奉行・出入司・江戸番頭を経て若年寄まで昇り、召出二番坐の家格を与えられて門閥に列し、50石を加増されている。
盛従は世子時代からの側近として重村から重用され、宝暦13年（1763年）の一門涌谷伊達氏のお家騒動（いわゆる「山寺十左衛門悪逆一件」）や、安永2年（1790年）の安永疑獄などの重大事件の審理を任せられている。
寛政2年（1790年）2月6日死去。享年68。婿養子の盛典（川島行直の二男）が家督を相続した。

## 武鑑掲載情報
- 寛政3年（1791年）版。藩主：斉村(8) - 年寄・荒井加右衛門 ※実際には既に死去

## 人物・逸話
- 昭和8年（1933年）の菊田定郷『仙台人名大辞書』では、盛従を「仙台大岡の称ありたる名町奉行」と記し、「其の町奉行の職に在るや、聴断流るるが如く、訟廷冤枉なし、断獄の明、後世の模範となすべきもの多し」と評している[1]。
- 江戸在勤の折に松下烏石に師事し、書を能くした。